# Patuca (Morona Santiago)
Patuca ist eine Ortschaft und eine Parroquia rural („ländliches Kirchspiel“) im Kanton Santiago der ecuadorianischen Provinz Morona Santiago. Die Parroquia besitzt eine Fläche von 263,4 km². Beim Zensus 2010 wurden 2133 Einwohner gezählt. Etwa 56 Prozent der Bevölkerung sind Indigene, 38 Prozent Mestizen.

## Lage
Die Parroquia Patuca liegt an der Westflanke der Cordillera de Kutukú, einem subandinen Gebirgszug. Der Río Upano und der Río Namangoza fließen entlang der westlichen Verwaltungsgrenze nach Süden. Dessen rechter Nebenfluss Río Negro begrenzt das Gebiet im Südwesten. Der Río Yuquianza, ein rechter Nebenfluss des Rìo Namangoza, begrenzt das Areal im Süden. Der Hauptort Patuca befindet sich auf einer Höhe von 540 m 7,5 km südöstlich vom Kantonshauptort Santiago de Méndez am Zusammenfluss von Río Upano und Río Paute. Die Fernstraße E40 (Santiago de Méndez–San José de Morona) führt an Patuca vorbei und wendet sich anschließend nach Süden. In Patuca befindet sich ein Flugplatz (ICAO-Flugplatzcode: SEPC).
Die Parroquia Patuca grenzt im Nordosten an die Parroquia San Francisco de Chinimbimi, im Osten an die Parroquia Yaupi (Kanton Logroño), im Süden an die Parroquia Santiago (Kanton Tiwintza), im südlichen Westen an die Parroquia Santa Susana de Chiviaza (Kanton Limón Indanza) sowie im Nordwesten an die Parroquias San Luis del Acho, Santiago de Méndez und Tayuza.

## Orte und Siedlungen
In der Parroquia gibt es neben dem Hauptort Patuca folgende Comunidades:
- Barrio Ankuash
- Kimius
- Nunkantai
- Piankas
- Puchimi
- San José
- San Simón
- Sapapnain
- Sunkants

## Geschichte
Der Ort Patuca geht auf eine Gründung am 21. Mai 1960 zurück. Am 18. Januar 1967 wurde die Parroquia Patuca geschaffen.